# Sauteria chilensis
Sauteria chilensis là một loài rêu trong họ Cleveaceae. Loài này được Lindenb. ex Mont. Grolle mô tả khoa học đầu tiên năm 1985.